# Pengagruvan
Pengagruvan (The Money Pit) är en Disneyserie skapad av Don Rosa.
Den handlar om hur Kalle Anka kommer på att mynt från äldre tider kan vara mer värdefulla än moderna och kommer överens med Joakim von Anka att han skall få ta ut sin lön i valfria mynt. De värdefullaste mynten befinner sig lång ner i pengabingen varför Kalle gräver en gruva i pengabingen.
Serien har bland annat publicerats i Kalle Anka & C:o nr 24 1991.